# Ramon Erra i Macià
Ramon Erra i Macià   (Vic, 1966) és un escriptor català. Viu entre el Lluçanès i Canet de Mar. Llicenciat en ciències polítiques, és professor de l'Escola d'Escriptura de l'Ateneu Barcelonès. Ha fet col·laboracions en mitjans com El 9 Nou, Avui, El Temps, Presència i Descobrir Catalunya, entre d'altres. L'any 2001 va publicar la seva primera obra, el volum de narracions La flor blanca de l'estramoni. El mateix any, va guanyar el premi Recull-Rafael Cornellà de retrat literari per L'home que creia haver comès un crim contra la humanitat, sobre l'escriptor txec Bohumil Hrabal. També ha publicat els llibres de relats Pólvora del quatre de juliol (2007) i La vida per raïl, que l'any 2011 va ser guardonar amb el premi Mercè Rodoreda. És també autor de les novel·les Desfent el nus del mocador (2008), premi Salambó del 2008, Escolta, Volòdia! (2010), Far-West gitano (2015)', premi Marià Vayreda del 2014, i La veritable història d'una mentida (2019).

## Premis i reconeixements
- 2001 - Premi Rafael Cornellà[3]
- 2008 - Premi Salambó de narrativa, per Desfent el nus del mocador[5]
- 2011 - Premi Mercè Rodoreda per La vida per raïl[4]
- 2014 - Premi Marià Vayreda per Far West gitano.[3]